# José Virgili Vinadé
José Virgili Vinadé (Barcelona, 1919 - 15 de noviembre de 1984) fue catedrático de farmacia y rector honorario de la Universidad de Oviedo desde 1961 hasta 1973. Recibió la Gran Cruz de Alfonso X el Sabio en 1967 y la Gran Cruz del Mérito Militar con distintivo blanco. 

## Biografía
En 1942 se licencia en Ciencias Químicas por la Universidad de Barcelona con premio extraordinario. Desarrolla su tesis doctoral y la presenta en Madrid y, seguidamente, se licencia en Farmacia de nuevo en la Universidad de Barcelona. Su formación docente comienza a forjarse en Barcelona, donde tras obtener la cátedra, se traslada a Oviedo. Fue Encargado de la Cátedra de Química Experimental para alumnos de Farmacia desde el año 1945 al 1949. 
En 1958 es nombrado Catedrático Numerario de Química Física y Electroquímica en la Universidad de Oviedo. Se instala en esta ciudad y alcanza su fase de plena madurez científica y humana, a la vez que se vincula totalmente con el pueblo asturiano, inclusive desde el punto de vista familiar. 
En el año 1961 es nombrado rector de la Universidad de Oviedo, ejerciendo el cargo durante casi 14 años. En 1973, cuando abandona el rectorado, deja una Universidad con un número de alumnos seis veces mayor y con una estructura idónea para lanzarse hacia el futuro, consiguiendo así los objetivos que se había marcado. Virgili Vinadé tuvo siempre como preocupación fundamental crear una Universidad que, por encima de todo, fuera una Universidad humana, en donde exista una auténtica y verdadera comunicación entre profesor y alumno; en donde, según palabras textuales del propio Dr. Virgili en su discurso de despedida como Rector: “el alumno sea una persona con nombre y apellidos y no sólo el número de una lista”. 
En 1974 regresa a Cataluña como catedrático de la Universidad de Barcelona. 
Realizó numerosos trabajos científicos y dirigió tesis doctorales de la alta calidad, entre las se pueden destacar algunas por su relación directa con la Farmacia.
En marzo de 2017, la Facultad de Química de la Universidad de Oviedo le rindió sentido homenaje póstumo en un acto en el que se descubrió la placa del aula que lleva su nombre. 